# Paul Landers
Paul H. Landers, született Heiko Paul Hiersche (Kelet-Berlin, 1964. december 9. –) az ipari metált játszó német együttes, a Rammstein ritmusgitárosa.

## Pályafutása
A vártnál két hónappal korábban született Kelet-Berlin Baumschulenweg kerületében. Eredeti nevét utálta, a H betű születési nevére utal. Egyedüli gyermekként nevelték szülei. Folyékonyan beszél oroszul, mivel élt egy darabig Moszkvában. Fiatal korában sokat csúfolták kis termete miatt, de ez csak erőssé tette. 
16 évesen elköltözött otthonról, mert nem fért össze mostohaapjával. 1984-ben elvette Nikki Landerst, akinek fölvette a nevét. A párnak egy fia született, Emil. 1987-ben elváltak, de Paul megtartotta a Landers nevet. Családi állapota jelenleg nem ismert, van még egy lánya. 
Kedvenc együttesei a Pantera, Metallica és a Sex Pistols.
Vidám ember, nagyon nyitott. Saját, és Christoph Schneider bevallása szerint elég fárasztó tud lenni.

## Zenei pályafutása
Az iskolában gitározni, zongorázni és hegedülni is tanult. Első együttese a Feeling B volt, amiben az akkori bérlőtársa, Christian "Flake" Lorenz, később pedig Christoph Schneider is játszott. 1986-ban megalapította Till Lindemann-nal és Richard Z. Kruspe-pall a First Arsch nevű zenekart. Játszott még továbbá a Die Firmában, és a Die Magdalene Keibel Comboban.

## Rammstein
A Rammsteinnek köszönheti hírnevét, a zenekar megalakulása óta (1994) ő a ritmusgitárosa. Lindemann, Kruspe, Schneider és Oliver Riedel benevezett, megnyerte a Berlin Senate Metro Beat Contest versenyt 1994-ben, így készíthettek egy négy számból álló demo-CD-t. Landers és Lorenz később csatlakozott hozzájuk.